# Ekofarm
Ekofarm (ou Eko Farm, Njangassa II) est une localité du Cameroun, située dans l'arrondissement de Bamusso, le département du Ndian et la Région du Sud-Ouest.

## Population
On y a dénombré 320 personnes en 1968-1969, puis 367 en 1972.
Lors du recensement national de 2005, Ekofarm comptait 99 habitants.
Une étude de terrain de 2011 y a dénombré 137 personnes, principalement des Bakole, du groupe Oroko.